# Déjate querer
Déjate querer fue una telenovela argentina emitida en 1993 por Telefe. Protagonizada por Catherine Fulop y Carlos Mata. Coprotagonizada por Henry Zakka, Manuel Carrillo, Déborah Warren, Marta Albertini, Hugo Cosiansi, Alfredo Zemma, Carlos Mena y Alejandra Gavilanes. También, contó con las actuaciones especiales de Ivo Cutzarida y las primeras actrices Mabel Landó y Edda Bustamante. Y la presentación de Inés Molina.

## Trama
Andrés Machado es un arquitecto perteneciente a una familia adinerada. No le interesan los negocios y mantiene un noviazgo con Julia. Su vida cambia por completo al conocer a Bárbara Sánchez, una hermosa mujer con carácter fuerte, cuyo padre esta en la cárcel acusado de un crimen que no cometió. Para sacar adelante a sus seres queridos, ella trabaja como modelo mientras estudia Derecho con la única intención de demostrar la inocencia de su padre. Lo que desconocen en un principio, Andrés y Bárbara es que sus familias se conocen y están ligadas desde hace tiempo, ya que la persona que supuestamente asesinó el padre de Bárbara es nada más y nada menos que el tío de Andrés. 
El día de su boda con Andrés, Bárbara conoce esta verdad, y es entonces cuando decide tomar venganza de la familia Machado, especialmente del padre de Andrés y su esposa, quienes manipularon todo para que esa culpa recayera sobre el padre de Bárbara.
Así, Bárbara y Andrés pasan por un calvario en su matrimonio, puesto que el odio y la venganza se apoderan del corazón de ella, y cuándo ésta se da cuenta de lo injusta que está siendo con su marido, ya será tarde porque Andrés decide terminar con el matrimonio. 

## Elenco
- Catherine Fulop - Bárbara Sánchez
- Carlos Mata - Andrés Machado
- Mabel Landó - Clara Sánchez
- Henry Zakka - Javier
- Manuel Carrillo - Manuel Sánchez
- Deborah Warren - Julia Constanzo
- Marta Albertini - Isabel Constanzo
- Hugo Cosiansi - Nacho/Ignacio Ábalos
- Alfredo Zemma - Germán Machado
- Carlos Mena - Augusto Constanzo
- Alejandra Gavilanes - Maggie Benítez
- Inés Molina - Eugenia Constanzo
- Edda Bustamante - Vanessa Machado
- Osvaldo Sabatini - Jorge Escudero
- Oscar Boccía - Román
- Eugenia Bonel - María Inés
- Gastón Carballo - Sergio Pérez
- Adriana Alcock - Amelia
- Isabel Spagnuolo - Amanda
- Ivo Cutzarida - Martín

## y con ellos
- Jorge Diez ... Coco Bastidas
- Nelly Fontán ... Rosa
- Jorge García Marino ... Ivo Torres
- Mara Linares ... Silvia
- Julieta Melogno ... Lucía
- Edward Nutkiewicz ... Marcelo
- Gisella Rietti ... Lorena
- Viviana Sáez ... Patricia
- Verónica Walfisch ...  Maribel
- Coraje Ábalos ... Miguel
- Julio Riccardi

## Banda sonora
- Puesto a Valer (Carlos Mata)
- Mi primer amor (Chayanne)
- Fuego contra fuego (Ricky Martin)
- Si tu no vuelves (Miguel Bosé)
- No hay nadie como tú (Tormenta)
- Todo lo que hago, lo hago por ti (Bryan Adams)
- Pensar en tí (Luis Miguel)
- Wicked Game (Chris Isaak)
- Donde estará (Emmanuel)
- Me estoy enamorando (La Mafia)

- Datos: Q5815607